# Красне-на-Волзі
Красне-на-Волзі (рос. Красное-на-Волге) — смт в Красносельському районі Костромської області Російської Федерації.
Населення становить 8193 особи. Входить до складу муніципального утворення селище Красне-на-Волзі.

## Історія
У 1936-1944 року населений пункт перебував у складі Ярославської області. Від 1944 належить до Костромської області.
Від 2007 року входить до складу муніципального утворення селище Красне-на-Волзі.

## Населення
| 1959  | 1970  | 1979  | 1989  | 2002  | 2008  | 2009  |
| ----- | ----- | ----- | ----- | ----- | ----- | ----- |
| 5732  | ↗6797 | ↗8143 | ↗8598 | ↘8162 | ↘7797 | →7797 |
| 2010  | 2012  | 2013  | 2014  | 2015  | 2016  | 2017  |
| ↘7706 | ↗7749 | ↗7854 | ↘7827 | ↗7864 | ↘7802 | ↗7956 |
| 2018  | 2019  | 2020  | 2021  |       |       |       |
| ↗7982 | ↗8101 | ↗8184 | ↗8193 |       |       |       |